# Maria Anna van Anhalt-Dessau

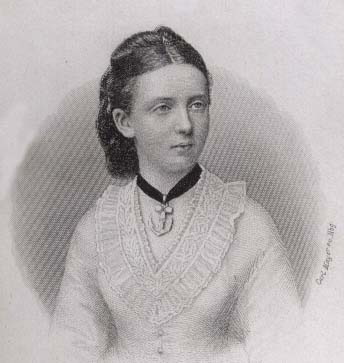
Maria Anna van Anhalt-Dessau

Maria Anna van Anhalt-Dessau (Dessau, 14 september 1837 — Friedrichroda, 12 mei 1906) was de dochter van hertog Leopold IV Frederik van Anhalt en Frederika Louise Wilhelmina Amalia van Pruisen. In 1854 huwde ze met Frederik Karel van Pruisen.

## Kinderen
- Maria Elisabeth Louise Frederika (1855-1888), gehuwd met prins Hendrik van Oranje-Nassau, later met prins Albert van Saksen-Altenburg
- Elisabeth Anne (1857-1895), gehuwd met groothertog Frederik August van Oldenburg
- Anne Victoria Charlotte Augusta Adelheid (1858-1858)
- Louise Margaretha Alexandra Victoria Agnes (1860-1917), gehuwd met Arthur van Connaught en Strathearn
- Joachim Karel Willem Frederik Leopold (1865-1931), gehuwd met Louise, dochter van Frederik van Sleeswijk-Holstein-Sonderburg-Augustenburg